# Torre Catalinas Norte
La Torre Catalinas Norte es un edificio en torre de oficinas ubicado en el complejo Catalinas Norte, en el barrio de Retiro, en la ciudad de Buenos Aires, Argentina. Fue diseñada por el prolífico estudio SEPRA y terminada en 1975. Tiene 109 metros de altura.

## Descripción

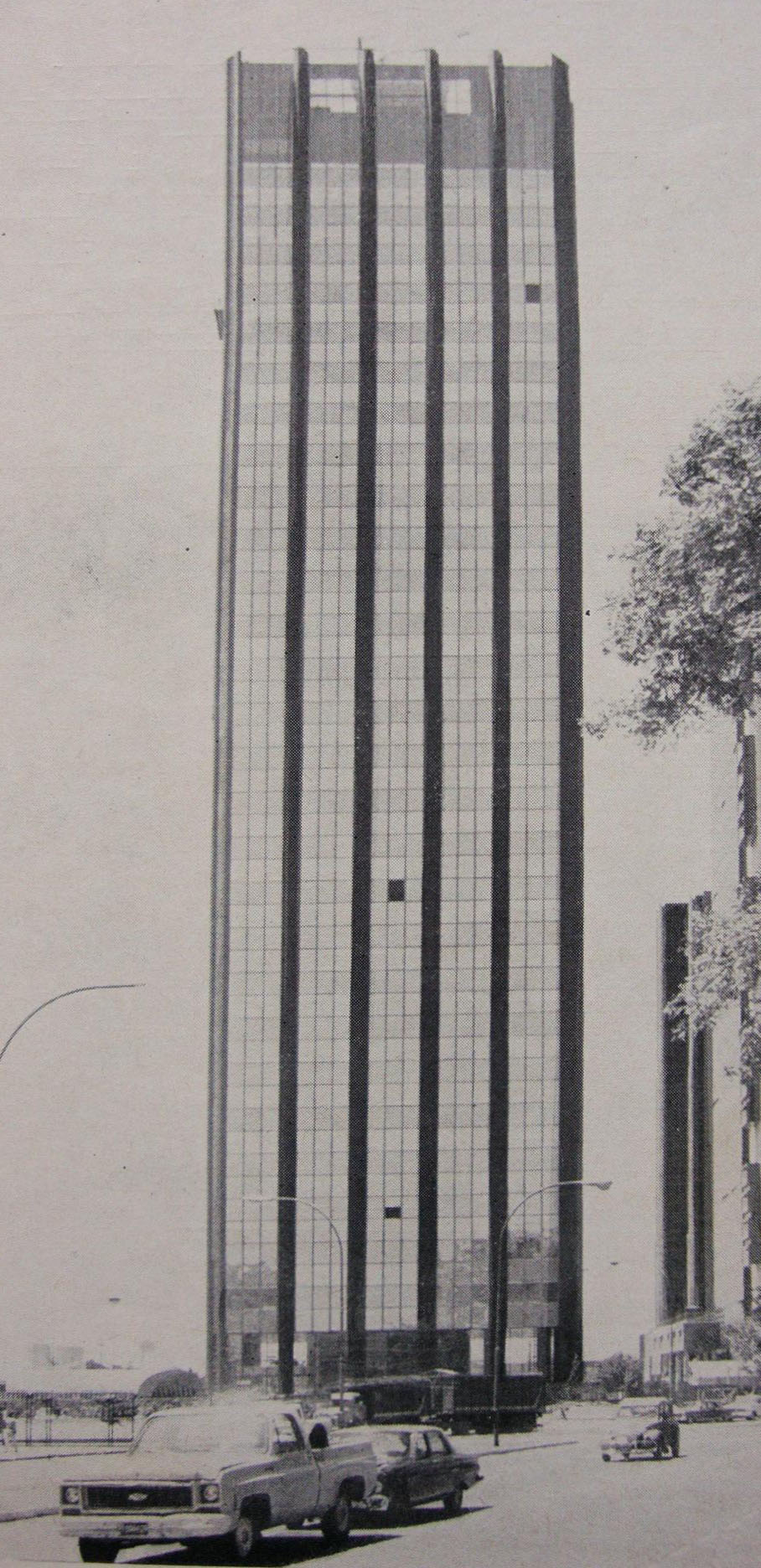
La torre en 1976

Luego de varios años y proyectos infructuosos para aprovechar la zona del bajo porteño como zona de torres, la ocupación de la misma comenzó hacia 1969 con la construcción del Sheraton Buenos Aires y la Torre Conurban.
El proyecto de la Torre Catalinas Norte estuvo a cargo de los arquitectos Santiago Sánchez Elía, Federico Peralta Ramos y Alfredo Agostini (Estudio SEPRA) junto a Luis y Héctor Lanari, José Sívori y el ingeniero Juan Carlos Vivo.
Se contempló una base cuadrada de 30 metros de lado con un núcleo de hormigón central, y una altura de 109 metros. Se construyeron tres subsuelos destinados a archivo y a garaje para 170 autos. Por la planta baja se accede a un local comercial ubicado en el entrepiso. Luego siguen 27 pisos de oficinas, el piso 28 utilizado como sala de máquinas y el 29 para el tanque de agua y la maquinaria de los ascensores. En cuanto a estos últimos, se colocaron dos baterías de 4 ascensores (una de 1.350 kg de capacidad y 150 m/min de velocidad, y otra de igual capacidad pero 240 m/min de velocidad) que conducen una a los pisos 1 hasta 15, y la otra desde el piso 16 al 27; y además un ascensor de 1.200 kg. y 60 m/min.
La fachada de la torre posee un muro cortina (courtain wall) de color dorado y cobrizo que la distingue.